# Locus eremus
El locus eremus (en latín "lugar yermo") es un tópico literario particularmente utilizado en la literatura medieval, renacentista y barroca. Se opone al locus amoenus y se caracteriza por ser una ambientación apartada del mundo, sin árboles, aves ni arroyos. Es símbolo de la vida ardua y sacrificada, por lo cual suele emplearse en la poesía religiosa ascética o para marcar la crueldad de la dama y su rechazo, en la lírica petrarquista. También, en alguna ocasión, es un motivo político que critica el mal gobierno. 
Los elementos que lo componen son los opuestos al locus amoenus: en vez de prado herboso, el desierto o los peñascales de la sierra; en vez de ruiseñores, fieras, alimañas, serpientes; en vez de agua, arena o piedras; en vez de sombra de árboles, la secatura del sol y el fuego. Puede aparecer también el frío, el hielo, la nieve. Es un paisaje solitario y por tanto no invita a la conversación como el locus amoenus, sino al lamento, la penitencia, la oración. África, Libia, la Tebaida son las regiones usualmente identificadas con este topos o tópico, como la Arcadia o el Edén en el locus amoenus.